# Euselasia ella
Euselasia ella är en fjärilsart som beskrevs av Adalbert Seitz 1913. Euselasia ella ingår i släktet Euselasia och familjen Riodinidae. Inga underarter finns listade i Catalogue of Life.